# Neutrer
Neutrer, det vill säga de neutrala kallas en grupp svenska författare som tog avstånd från båda partierna under striderna mellan den Gamla skolan, de Gustavianska författarna och den Nya skolan (fosforisterna) romantikerna under de litterära striderna på 1810-talet.
Termen lanserades i Markalls sömnlösa nätter 1820, nämranst med syftning på den litterära center, som hade sitt organ i Stockholms-Posten med Frans Michael Franzén, Johan Olof Wallin, Esaias Tegnér med flera. Erik Sjöberg (Vitalis) räknade sig själv till neutrerna, och till dem brukar man även hänföra Erik Johan Stagnelius.